# Martin Jones
Martin Jones, född 10 januari 1990, är en kanadensisk professionell ishockeymålvakt som spelar för Toronto Maple Leafs i NHL. 
Han har tidigare spelat på NHL-nivå för Seattle Kraken, Philadelphia Flyers, San Jose Sharks och Los Angeles Kings.
Jones blev aldrig draftad av något lag.